# Pisba

Localização de Pisba no departamento de Boyacá.

Pisba é um município no departamento de Boyacá, na Colômbia.
1. ↑  «BOYACÁ». City Population. 15 de outubro de 2019. Consultado em 15 de dezembro de 2019